# Minot SkyRockets
Minot SkyRockets fue un equipo de baloncesto que jugó una temporada en la moderna ABA y tres más en la Continental Basketball Association. Tenían su sede en la ciudad de Minot, Dakota del Norte, y disputaban sus partidos en el Minot Municipal Auditorium, con capacidad para 5.000 espectadores.

## Historia
El equipo se fundó en San José, California en 2005, y en su primera temporada participó en la refindada ABA, acabando la fase regular en primera posición de la División Ron Boone de la Conferencia Roja, y alcanzando las semifinales del campeonato, en las que cayeron ante los Rochester Razorsharks.
Al final de la temporada se anunció que el equipo abandonaba la liga para irse a jugar a la CBA, y la ciudad, pasando a jugar en Minot, Dakota del Norte, y convertirse en los Minot SkyRockets. En la nueva liga disputaron tres temporadas, siendo la más exitosa la 2007-08, en la que alcanzaron las finales del campeonato, cayendo ante los Oklahoma Cavalry por 3-2.

## Temporadas
| Temporada | Liga     | Denominación        | G  | P  | %    | Pos. | Playoffs    |
| --------- | -------- | ------------------- | -- | -- | ---- | ---- | ----------- |
| 2005-06   | ABA 2000 | San Jose SkyRockets | 29 | 5  | 85,3 | 1º   | Semifinales |
| 2006-07   | CBA      | Minot SkyRockets    | 31 | 17 | 64,6 | 2º   | -           |
| 2007-08   | CBA      | Minot SkyRockets    | 42 | 13 | 76,4 | 1º   | Finales CBA |
| 2008-09   | CBA      | Minot SkyRockets    | 6  | 9  | 40,0 | 4º   | -           |

## Jugadores célebres
- Desmond Ferguson
- Alvin Jones